# Mesquita de Vefa Kilise

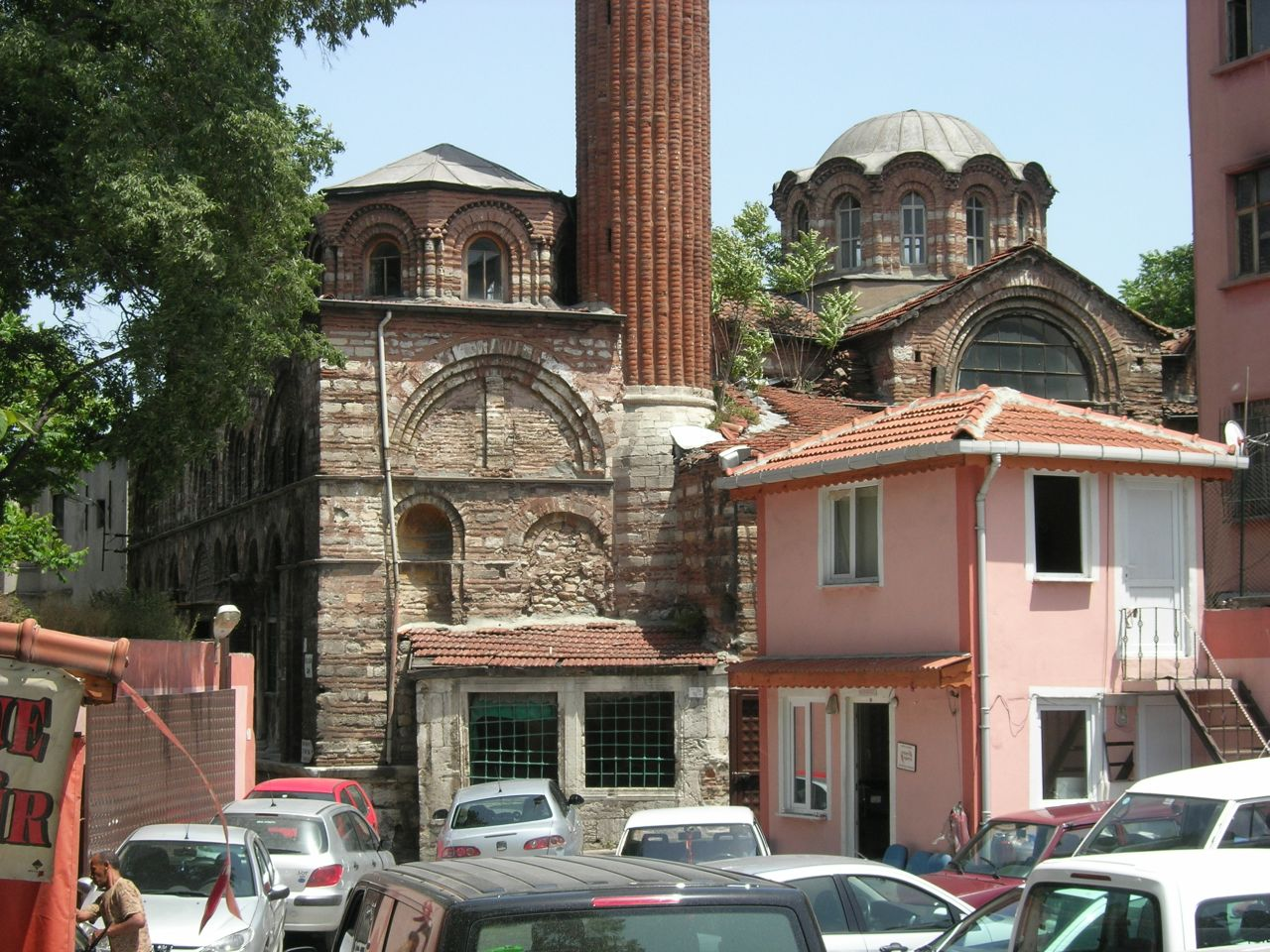
La mesquita (a la dreta) i el nàrtex (a l'esquerra) vists des del sud

La Mesquita de Vefa Kilise (en turc: Vefa Kilise Camii, lit. 'mesquita de l'església de Vefa') és una antiga església ortodoxa convertida en mesquita durant el període otomà que es troba a Istanbul, al districte de Fatih. L'església devia estar dedicada a Hagios Theodoros (sant Teodor, en grec: ἡ Ἐκκλησία του Ἁγίου Θεοδόρου), tot i que no hi ha cap prova que així ho indique. El conjunt és un dels exemples més importants d'arquitectura comnena i paleòloga de Constantinoble.

## Ubicació
L'edifici és al barri de Vefa, no arriba a un quilòmetre al nord-oest de l'altre important edifici romà d'Orient de Vefa, la Mesquita de Kalenderhane, i a pocs metres al sud de la Mesquita de Solimà.

## Història
L'origen de l'edifici primigeni, que és al vessant de la tercera muntanya de Constantinoble, no queda clar. Es va aixecar a la fi del segle xi i primeria del xii, durant el regnat d'Aleix I Comné. La dedicació a Hagios Theodoros no està pas demostrada. Durant la dominació llatina de Constantinoble, després de la Quarta Croada, l'edifici es feia servir d'església catòlica.
Poc després de la conquesta otomana  de Constantinoble, l'església esdevingué mesquita i la va fundar el mul·là kurd Molla Gürani, que era tutor del sultà Mehmet II i primer muftí d'Istanbul. És per això que la mesquita duu el seu nom.
El 1833, un incendi va destruir els edificis de fusta annexos a la mesquita. El 1937, es restaurà l'edifici de manera parcial, i durant els treballs se'n descobriren i netejaren els mosaics.

## Arquitectura i decoració

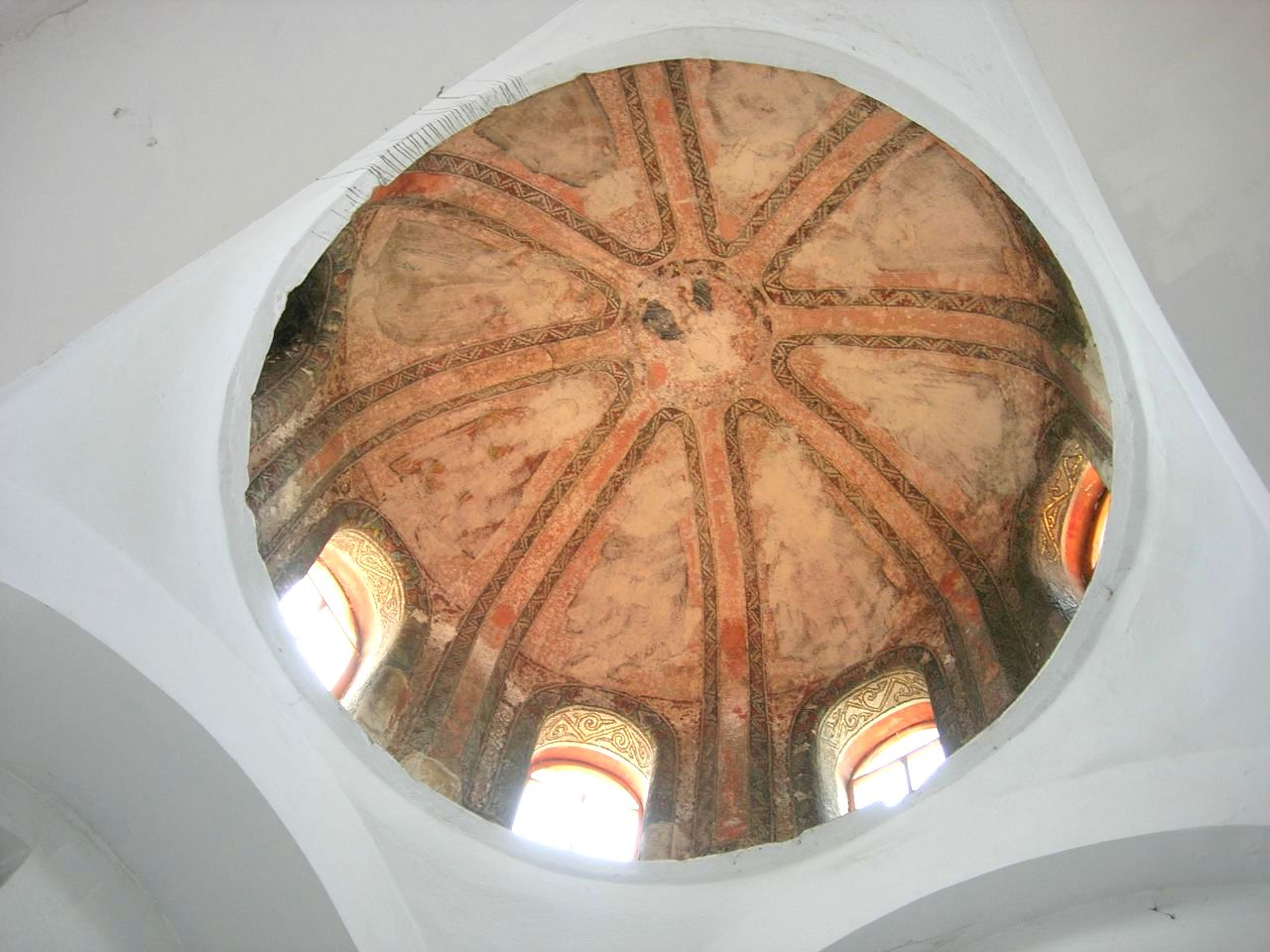
Cúpula sud del nàrtex amb restes dels mosaics

L'església originària, que mai s'ha estudiat sistemàticament, té planta de creu inscrita els costats de la qual fan nou metres cadascú. Juntament amb la Mesquita d'Eski Imaret, constitueix un exemple de l'estil comné de Constantinoble. Està construïda amb rajola, típica de l'arquitectura romana d'Orient de meitat de l'imperi. Aquesta tècnica alterna diferents fileres de rajola rere la línia del mur, que es col·loquen sobre una capa de morter. Per aquesta raó, el gruix de les capes de morter és tres vegades major que el de les capes de rajola.
L'edifici té arcades cegues, mentre que l'absis es veu interromput per una finestra ogival triple i fornícules. La llum entra a les naus per arcades triples. L'exterior de l'església principal conté motius decoratius com ara serps.
A part d'aquest edifici, el conjunt es compon d'un nàrtex a la part occidental, un pòrtic (que uneix un parekklesion a un bema) amb columnes i arcs al sud, i un corredor al nord.
El nàrtex representa un dels exemples més característics de l'arquitectura paleòloga de Constantinoble, juntament amb la parekklesia de Pammakaristos i l'església de Sant Salvador de Cora. La data d'edificació ha de ser posterior a les esglésies de Pammakaristos i Sant Salvador de Cora. La façana consta de dos ordres, amb arcades. L'ordre inferior té fornícules angulars seguides d'arcades triples, mentre que el superior té cinc arcades semicirculars cegues que emmarquen les finestres. La construcció és de rajola i pedra, visible especialment al costat nord. En general, l'execució és menys refinada que la del parekklesion de la Mesquita de Fethiye.
El nàrtex està coronat per tres cúpules. Les laterals són amb gallons, i la central n'és de creueria. La decoració interior del nàrtex conté columnes, capitells i lloses reutilitzades, provinents de principis del període romà d'Orient. Les tres cúpules estaven cobertes de mosaics. Els de la cúpula sud es van netejar al 1937 sota la direcció del Ministeri de Mesquites. Tanmateix, no s'ha retirat el guix de dins de l'església.